# Frenelles-en-Vexin
Frenelles-en-Vexin è un comune francese del dipartimento dell'Eure, nella regione della Normandia. Esso fu costituito il 1º gennaio 2016 con la fusione dei tre comuni di Boisemont, Corny e Fresne-l'Archevêque, che ne divennero alla data comuni delegati.